# Gouvernement Henri Brisson (2)
Troisième République
Gouvernement Jules Méline Gouvernement Charles Dupuy IV
Le second gouvernement Henri Brisson est le gouvernement de la Troisième République en France du 28 juin 1898 au 26 octobre 1898.

## Composition

### Nomination du 28 juin 1898
| Fonction | Fonction                           | Image | Nom           | Parti politique |
| -------- | ---------------------------------- | ----- | ------------- | --------------- |
|          | Président du Conseil des ministres |       | Henri Brisson | Radical         |

| Fonction | Fonction                                                        | Image | Nom                   | Parti politique     |
| -------- | --------------------------------------------------------------- | ----- | --------------------- | ------------------- |
|          | Ministre de l’Intérieur                                         |       | Henri Brisson         | Radical             |
|          | Ministre de la Justice et des Cultes                            |       | Ferdinand Sarrien     | Radical             |
|          | Ministre des Affaires étrangères                                |       | Théophile Delcassé    | Radical             |
|          | Ministre des Finances                                           |       | Paul Peytral          | Radical             |
|          | Ministre de la Guerre                                           |       | Godefroy Cavaignac    | Nationaliste        |
|          | Ministre de la Marine                                           |       | Édouard Lockroy       | Radical             |
|          | Ministre de l'Instruction publique, des Beaux-Arts              |       | Léon Bourgeois        | Radical             |
|          | Ministre des Travaux publics                                    |       | Louis Charles Tillaye | Gauche républicaine |
|          | Ministre de l'Agriculture                                       |       | Albert Viger          | Radical             |
|          | Ministre du Commerce, de l'Industrie, des postes et télégraphes |       | Émile Maruéjouls      | Radical             |
|          | Ministre des Colonies                                           |       | Georges Trouillot     | Radical             |

### Nomination du 5 juillet 1898
| Fonction | Fonction                                                                          | Image | Nom          | Parti politique |
| -------- | --------------------------------------------------------------------------------- | ----- | ------------ | --------------- |
|          | Sous-secrétaire d'État aux Postes et Télégraphes (auprès du ministre du Commerce) |       | Léon Mougeot | Radical         |
|          | Sous-secrétaire d'État à l'Intérieur                                              |       | Ernest Vallé | Radical         |

### Remaniement du 3 septembre 1898
- Cessation des fonctions de Godefroy Cavaignac, ministre de la Guerre. Cavaignac est forcé de démissionner face aux révélations du faux Henry, alors que celui-ci refuse toujours la révision du procès.

### Remaniement du 6 septembre 1898
| Fonction | Fonction              | Image | Nom             | Parti politique              |
| -------- | --------------------- | ----- | --------------- | ---------------------------- |
|          | Ministre de la Guerre |       | Émile Zurlinden | Indépendant (Antidreyfusard) |

### Remaniements du 17 septembre 1898
| Fonction | Fonction                     | Image | Nom            | Parti politique     |
| -------- | ---------------------------- | ----- | -------------- | ------------------- |
|          | Ministre de la Guerre        |       | Jules Chanoine | Indépendant         |
|          | Ministre des Travaux publics |       | Jules Godin    | Gauche républicaine |

## Politique menée
Le gouvernement comprend de nombreux hommes forts du radicalisme mais il ne cherche pas à mener de réformes sociales ou à faire passer l'impôt sur le revenu. Surtout, il est handicapé par l'Affaire Dreyfus et sa position ambiguë. Il frappe alors sur sa gauche en enfermant Picquart et en donnant des sanctions contre des universitaires. Cette position est cependant durant les deux premiers mois assez majoritaire chez les radicaux et totale chez les progressistes.  
Sur le plan extérieur cependant, le ministère des Affaires Étrangères de Delcassé porta de nombreux projets. D'abord en août, il offrit la médiation de la France pour la guerre hispano-américaine, avec le traité de Paris. Il dut aussi s'occuper de rivalité coloniale avec notamment le crise de Fachoda, qui lui attira la haine des nationalistes. Enfin le 9 août, l'alliance diplomatique, qui complète l'alliance militaire de 1892, avec la Russie est signée. 
À deux reprises, Brisson est interpellé sur sa transmission à la Cour de cassation de la demande de révision du procès. Le 5 septembre, le ministre de la Guerre Cavaignac, convaincu de la culpabilité de Dreyfus, affaibli par la découverte du faux du colonel Henry, remet sa démission. Après son remplacement par le général Zurlinden et malgré son avis négatif pour la révision, le gouvernement fait voter au recours à la Cour de cassation le 26 septembre. Le général démissionne immédiatement. Le général Chanoine fait de même le 25 octobre sans en avoir informé le reste du gouvernement.

## Fin du gouvernement et passation des pouvoirs
Fragilisé par les démissions successives de trois ministres de la Guerre, il est renversé le 25 octobre 1898, par un ordre du jour de la Chambre, « invitant le gouvernement à réprimer les attaques contre l'armée ».
Le 28 octobre 1898, Charles Dupuy est nommé par Félix Faure pour constituer le futur cabinet, il accepte la mission.
Le 1er novembre 1898 , le quatrième cabinet Dupuy voit le jour.